# Franz Humer (Archäologe)
Franz Humer (* 6. November 1964 in Waizenkirchen) ist ein österreichischer Provinzialrömischer und Klassischer Archäologe und seit 2001 wissenschaftlicher Leiter des Archäologischen Parks Carnuntum sowie des Museums Carnuntinum.
Franz Humer stammt aus Oberösterreich und studierte nach der Matura in Grieskirchen von 1983 bis 1988 Klassische Archäologie, Alte Geschichte und Kunstgeschichte an der Universität Salzburg. Nach Erreichen des Magisterabschlusses mit einer Diplomarbeit über hypostyle Säle in der antiken Architektur im Jahr 1988 begann er mit einer Dissertation, erhielt aber schon zum März 1989 eine Stelle als wissenschaftlicher Projektleiter des Landes Niederösterreich in Carnuntum. Dort sollten die archäologischen Befunde auf dem Gebiet des römischen Militärlagers Carnuntum und der benachbarten gleichnamigen antiken Zivilstadt gesichert, erforscht und im Rahmen eines archäologischen Parks der Öffentlichkeit zugänglich gemacht werden. Gemeinsam mit Geschäftsführerin Petra Bohuslav erarbeitete er das Konzept für diesen Park, der 1996 eröffnet wurde. Seit 2001 ist er Leiter des Museums Carnuntinum, der Ausgrabungen in Carnuntum und des Funddepots in der Kulturfabrik Hainburg sowie wissenschaftlicher Leiter des Archäologischen Parks Carnuntum. Als solcher verantwortete er auch die Niederösterreichische Landesausstellung 2011 unter dem Titel „Erobern – Entdecken – Erleben im Römerland Carnuntum“.
Humer ist verheiratet und hat eine Tochter. 2013 wurde er mit dem Ehrentitel Hofrat ausgezeichnet, 2017 zum Ehrenbürger der Gemeinde Petronell-Carnuntum ernannt.

## Publikationen
- mit Werner Jobst: Rundgang durch die Ausgrabungen und das Archäologische Museum Carnuntinum (= Archäologischer Park Carnuntum. Die Ausgrabungen. Band 2). Amt der NÖ Landesregierung, Kulturabteilung, Wien 1995.
- Das römische Stadtviertel im Freilichtmuseum Petronell (= Archäologischer Park Carnuntum. Die Ausgrabungen. Band 3). Archäologischer Park Carnuntum, Bad Deutsch-Altenburg 2003, ISBN 3-85460-207-3.
- mit Andreas Liebmann: Vergangene Pracht. Eine Geschichte der römischen Provinz Pannonia und des angrenzenden Donauraums im Lichte der Kleinfunde. Nünnerich-Asmus, Oppenheim 2021, ISBN 978-3-96176-151-7.